# Koen Beeckman
Koen Beeckman (Wetteren, 2 settembre 1973) è un ex ciclista su strada belga.

## Palmarès

### Strada
- 1998 (Ipso-Euroclean, una vittoria)

Stadsprijs Geraardsbergen

## Piazzamenti

### Grandi Giri
- Vuelta a España

1999: 106º

### Classiche monumento
- Milano-Sanremo

2000: 49º
2001: 143º
- Giro delle Fiandre

2000: 74º
2001: 83º
- Parigi-Roubaix

1999: 58º
2000: 30º
2001: 36º
- Liegi-Bastogne-Liegi

2001: ritirato